# Кумбре-В'єха
Кумбре-В'єха (ісп. Старий Пік, місцевою 'kumbɾe' bjeha) — гірський масив і діючий вулкан на острові Ла-Пальма на Канарських островах, Іспанія. Хребет Кумбре-В'єха розміщений приблизно в напрямку північ-південь і охоплює південні дві третини острова. Кілька вулканічних кратерів розташовані на вершині хребта та його боках, найвищий з них вулкан Десеада (1944 м). Він вивергався двічі у 20 столітті, у 1949 році (Volcán San Juan) і знову в 1971 році (Вулкан Тенегія). Останнє виверження почалося 19 вересня 2021 року і наразі триває.

## Вулканічна історія
Ла-Пальма — вулканічний океанський острів, розташований на Африканській плиті і наразі — разом із Тенерифе — одним із найбільш вулканічно активних із Канарських островів. Оскільки близько 125000 років тому (~125 ки), уся підземна вулканічна діяльність на Ла-Пальмі була пов'язана з Кумбрі-В'єха, з виверженням по всій довжині ~25 км хребта. Підводні дослідження показують, що Кумбре-В'єха продовжується на південь від Пунта-де-Фуенкалієнте («Точка гарячого джерела»), але жодна вулканічна активність, пов'язана з підводним розширенням, досі не спостерігається і не реєструється. Історичні виверження на Кумбре-В'єха відбувалися в 1470, 1585, 1646, 1677, 1712, 1949, 1971, та 2021 роках.
Детальне геологічне картографування показує, що розподіл та орієнтація вентиляційних отворів та живильних дайків у вулкані змінилися від системи потрійних рифтів (характерних для більшості вулканічних океанічних островів) до такої, що складається з єдиного рифту північ-південь. Існує гіпотеза, що ця структурна реорганізація є відповіддю на еволюціонуючі структури стресів, пов'язані з розвитком можливого розлому відколу під західним боком вулкана. Зіберт (1984) показав, що такі збої обумовлені вторгненням у розрив паралельних і субпаралельних стоків. Це призводить до того, що боки стають надто крутими, що неминуче призводить до того, що структура вулкана стає нестабільною, і може статися катастрофічний збій. Немає жодних доказів того, що ділянка рифту 1949 р. простягається у напрямку з півночі на південь за межі його поверхневого вираження, а також, що немає площини відшарування, що розвивається. Дослідження тривають.

### Виверження 1949 року

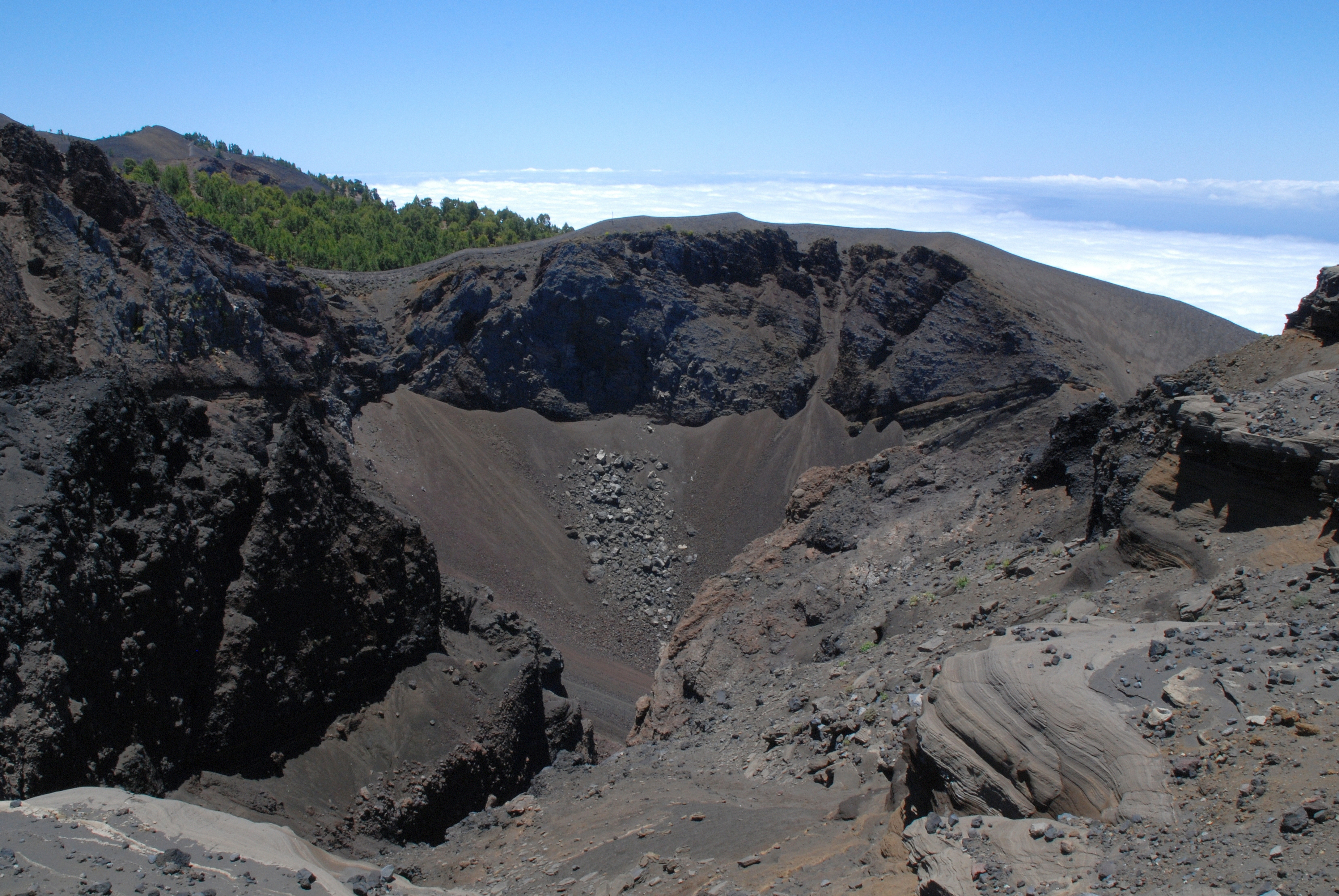
Кратер дель Хойо-Негро, 2008

Початок виверження засвідчив пастух, який випасав свою отару овець на схилі Намброк (Бонеллі-Рубіо (1950) явно стверджує, що пастух пас тільки овець). Він злякався, почувши шуми, що виходили з вентиляційного отвору Дуразнеро, і вкрай занепокоївся, коли з вентиляційного отвору почав з'являтися матеріал. У стані паніки він втік із району і шукав притулку якомога далі від вентиляційного отвору. Єдиний сучасний опис виверження був опублікований в 1950 році одним із вчених — Хуаном Бонеллі-Рубіо, який був свідком виверження з перших рук і записав подробиці різних явищ, що відбувалися під час виверження. Усі інші опубліковані розповіді базуються на спостереженнях Бонеллі-Рубіо. Наступним звітом щодо виверження стала спільна публікація Ортіса та Бонеллі-Рубіо, опублікована в 1951 р. Воно значною мірою спиралося на спостереження Бонеллі-Рубіо, а також на аналіз різних явищ, пов'язаних із виверженням. Обидва звіті опубліковані іспанською мовою.
Виверження почалося 24 червня 1949 року, у день святого Іоанна, тому в іспанських текстах виверження згадується як la erupción del Nambroque o San Juan, що англійською мовою — «Виверження Намброку або вулкан Святого Іоанна». Під час виверження 1949 р. ерупційна діяльність була локалізована у трьох вентиляційних отворах — Дуразнеро, Ллано-дель-Банко та Хойо-Негро — легка стромболійна активність відбулася у вентиляційній шахті Дуразнеро. Лава була викинута з вентиляційних отворів Ллано-дель-Банко, тоді як у вентиляційній трубі Хойо-Негро відбулися лише легкі фреатомагматичні викиди. Тоді, 30 липня — в останній день виверження, лава вибухнула на тріщині та отворі Дуразнеро. Під час виверження 1 і 2 липня також сталися два сильних землетруси з розрахунковою інтенсивністю VIII за зміненою шкалою Меркаллі, за підрахунками, епіцентр був поблизу Джеді. Після землетрусів був зафіксований розлом завдовжки приблизно півтора кілометра. Його можна було простежити до вентиляційних отворів Хойо-Негро та Дуразнеро, загальною довжиною близько двох з половиною кілометрів або приблизно 1/10 від відкритої довжини Кумбре-В'єха, а частини західної половини хребта Кумбре-В'єха, очевидно, пересувалися 1 метр збоку і 2 метри вниз до Атлантичного океану. Лише поблизу вентиляційних отворів Дуразнеро та Хойо-Негро вертикальне зміщення сягнуло приблизно 4 метрів. Станом на 2009 рік, розлом все ще видно і має такі ж розміри, зареєстровані в 1949 році.

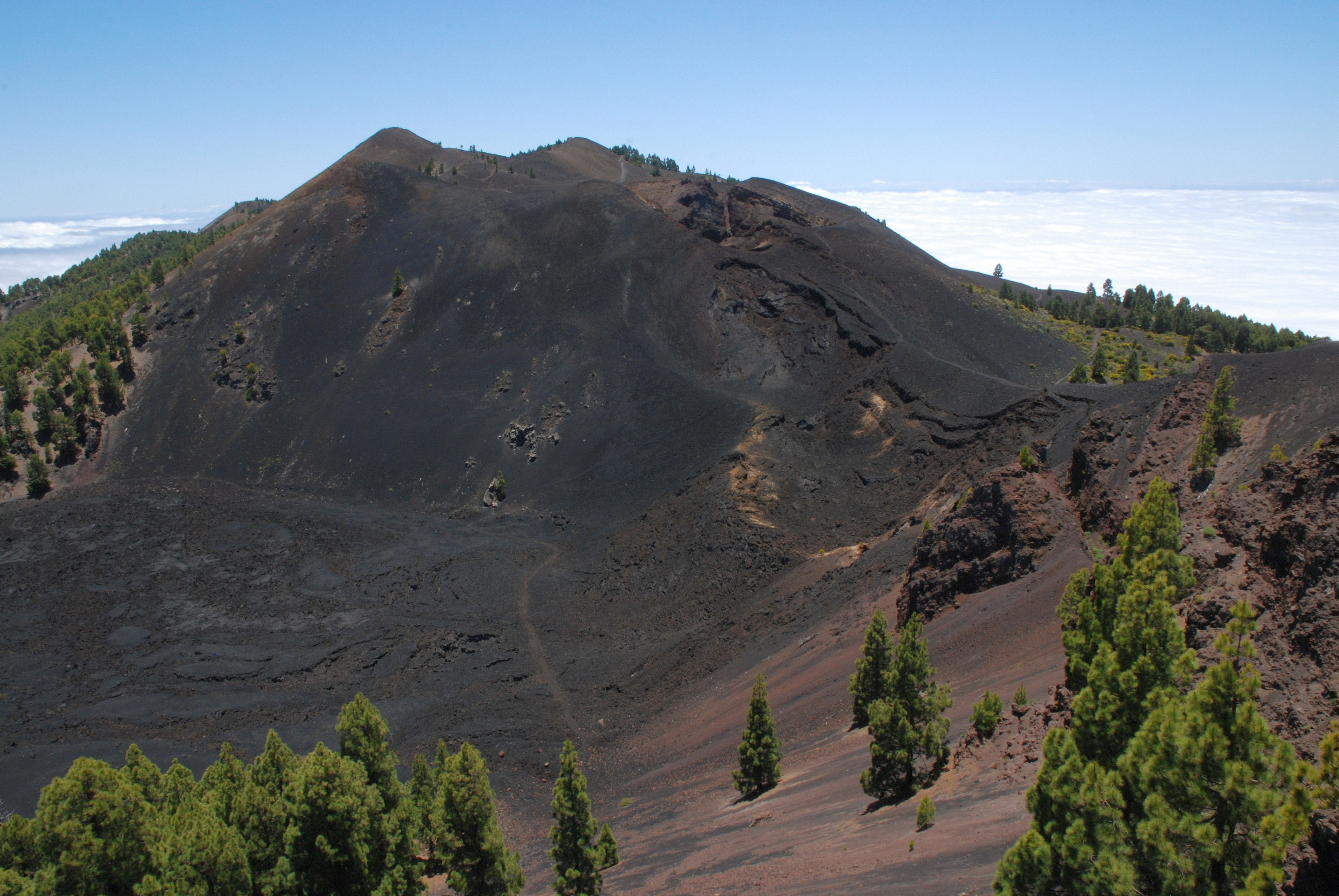
Лавове озеро Ла-Мальфорада з Монтанья-дель-Фрайле, на задньому плані вулкан Десеада

Графік виверження, згідно з Бонеллі-Рубіо, такий: перша повідомлена сейсмічна активність була відзначена на південному краю Кальдери де Табурієнте 23 липня 1936 р. Близько 23:30 (23.30) за місцевим часом, з подальшою активністю, зазначеною протягом наступних двох днів. Протягом наступних років періодично відбувалася сейсмічна активність, але через відсутність обладнання для моніторингу єдині повідомлення — це ті, які були записані в засобах масової інформації. Потім близько 09:00 (за місцевим часом) 24 червня 1949 р. відкрився вентиляційний отвір Дуразнеро з легкою вибуховою активністю, виділенням газів та гірських порід; з вибуховою діяльністю, що триватиме таким чином до 6 липня. Під час цієї фази 1 липня і знову 2 липня стався сильний землетрус із розрахунковою інтенсивністю VIII за зміненою шкалою Меркаллі. Відвідування регіону вершини виявили тріщину близько 1,5 км (~ 1 миля) завдовжки, що простягалася у північному напрямку від Хойо-Негро («Чорна діра») і близько 1 км (~ 0,5 милі) на південь до вентиляційного отвору Дуразнеро загальною довжиною близько 2,5 км (~ 1,6 милі), (ця тріщина є предметом досліджень та гарячих дискусій щодо того, чи вказує вона на початковий збій західного боку, чи ні). Пізніше аналіз розмістив епіцентр на північ від селища Джеді. Вивергальна діяльність у вентиляційному отворі Дуразнеро припинилася 6 липня, і тривала лише дегазація. Ніякої вибухової діяльності 7 липня не відбулося. 8 липня вивергальна діяльність розпочалася у вентиляційних отворах Ллано-дель-Банко — близько 4 км (~ 2,8 милі) на північ від вентиляційного отвору Дуразнеро, коли лава вивергалася і стікала західним боком. Вентиляційні отвори поступово відкриваються вгору по баранками (яр), утворюючи ряд пеленгів (по діагоналі пліч-о-пліч), вентиляційні отвори. 10 липня потік лави на захід із вентиляційних отворів Ллано-дель-Банко досяг узбережжя в Пуерто-де-Наос і ввійшов до Атлантичного океану, утворюючи дельту лави, швидкість якої оцінюється в ~ 14 метрів (приблизно 46 футів) за секунду. 12 липня в Хойо-Негро (Чорна діра) розпочалася легка вибухова діяльність із викидами порід, випарів та деякою фреатомагматичною активністю, що свідчить про те, що виверження зіткнулося з підземними водами. Діяльність у Хойо-Негро припинилася 22 липня, але тривала у вентиляційних отворах Ллано-дель-Банко до 26 липня. Лише залишкова активність фумарол та теплові викиди відбувалися тоді до 30 липня, коли вентиляційний отвір і тріщина Дуразнеро знову активувалися. Потім лава витікала з отвору та тріщини Дуразнеро, заповнюючи сусідній кратер Ель-Фрайле і створюючи озеро з лави. Згодом воно перелилося, і лава потекла зі східного боку до океану. Нарешті вона зупинилася приблизно за 30 метрів від океану. Також пізніше, 30 липня, уся еруптивна діяльність припинилася, і лише залишкова фумарольна діяльність тривала до 4 серпня; після цього були лише теплові викиди. За оцінками, під час виверження було вивергнуто приблизно 60 мільйонів кубометрів лави.

#### Індекс вибухонебезпечності вулканів
Стиль виверження коливався від ефузивного — з легкою вибухонебезпечністю у вентиляційних отворах Дуразнеро та Ллано-дель-Банко до м'яко вибухового у вентиляційному отворі Хойо-Негро і був у стромболйським. Тому його класифікують як індекс вулканічної вибуховості (VEI) 1 або 2.

#### Землетруси 1 і 2 липня 1949 року
Вважається, що процес створення землетрусів 1 і 2 липня був зумовлений тиском, викликаним зростаючою нагрітою магмою водою, що потрапила у тіло вулкана. Навряд чи вода, яка застрягла, може випаровуватися через значний тиск. Постулюється те, що вода була нагріта до точки, коли вона не могла поглинати подальшу теплову енергію у наявному просторі. Постійне нагрівання вимагало, щоб вода продовжувала розширюватися, і єдиний спосіб це зробити — це зрушити боки вулкана. Це спричинило два землетруси, про які повідомлялося, що сталися під час виверження разом із розвитком тріщини.
Те, що застрягла (всередині вулкану) вода не випаровується, свідчить відсутність фреатомагматичних вибухів, за винятком слабовибухової вивержувальної активності, яка відбулася у вентиляційній трубі Хойо-Негро з 12 по 22 липня: пара, що вибухонебезпечно виривається з землі, часто є попередником вулканічною діяльності. Подальшим доказом того, що випаровування не відбулося, є те, що коли Рубіо Бонеллі наступного дня відвідав розлом, новостворена тріщина «…Не виділяла випарів, туману, пари, попелу, лави чи інших матеріалів…» Фактично жодного разу під час або після цього не повідомлялося про парову або фреатомагматичну активність. Це підкріплює твердження, що вода, що потрапила до вулкану, ніколи не випаровувалася, що вони робили б, якби тиск впав достатньо, щоб перегріта вода перетворювалась на пару. Лише в Хойо-Негро відбулася якась фреатомагматична активність. На відміну від північного сектору острова, Кумбре-В'єха «сухий». На відміну від північного сектору, немає водних галерей, і тому малоймовірно, що землетрус був спричинений — як стверджують Дей та ін.; за рахунок перегрівання води підйомом магми. Дослідження тривають.
Через відсутність на острові обладнання для сейсмічного моніторингу, окрім повідомлень у засобах масової інформації, не існує жодних записів про будь-яку сейсмічну активність, що сталася до, під час синтезу чи після виверження. Тому будь-які твердження щодо сейсмічної активності ґрунтуються на особистому спостереженні і можуть бути недостовірними.

### Виверження 1971 року
Виверження 1971 року сталося в південній частині Кумбре-В'єха на отворі Тенегії. Виверження було переважно стромболйським. Вибухнула також лава. Сейсмічна активність дійсно мала місце до виверження 1971 року та під час нього, але не була такою, що була пов'язана із виверженням 1949 року. Залишкові теплові викиди тривають.

### Виверження 2021 року
11 вересня 2021 року під Кумбре-В'єхою розпочався землетрус. Він повільно мігрував на поверхню, землетруси магнітудою до 3,5 балів і понад 20 000 зафіксовано за тиждень. 19 вересня о 15.15 за місцевим часом вулкан почав вивергатися в Кабеса-де-Вака в горах Монтанья-Рахада, у районі Лас-Манчас муніципалітету Ель-Пасо. Було оголошено жовтий рівень попередження, яке охопило 35 000 осіб у муніципалітетах Лос-Льянос-де-Арідане, Фуенкальєнте, Ель-Пасо та Вілья-де-Масо, згодом піднялися до найвищого рівня — червоного — через виверження. Очікується, що з району буде евакуйовано близько 5 тисяч людей.

## Потенційні мегацунамі

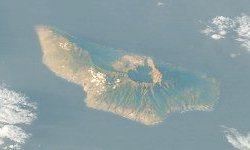
Супутникове фото Ла-Пальми, Канарські острови (північ внизу праворуч). Кратер у центрі — Кальдера де Табурієнте. Кумбре-В'єха — це хребет на південь (угорі ліворуч) від кальдери, а між ними — Кумбре-Нуева.

Дей та ін. (1999) вказує, що Кумбре-В'єха може бути на початкових стадіях вибуху. Автори статті також сказали, що геологічний розвиток Ла-Пальми зазнав змін через південну міграцію гарячої точки та розпад попередніх вулканів. Після цього розвинулася система трійчастих рифтів, що призвела до припинення вулканічної діяльності, пов'язаної з двома рукавами — північно-західним та північно-східним. Причини можна лише припускати. Це призвело до того, що південний рукав — Кумбре-В'єха став єдиним місцем вулканічної діяльності. В результаті вони припустили, що західний бік може перебувати на початкових стадіях вибуху.
У жовтні 2000 року Британська телерадіомовна корпорація (ВВС) зробила програму Horizon під назвою «мегацунамі: Хвиля руйнування», яка припускала, що майбутній вибух західного боку Кумбре-В'єха може спричинити мегацунамі.
18 квітня 2013 року ВВС зробила наступну програму під назвою Чи змогли б ми пережити мегацунамі? Програма була подана у стилі «останні новини». Вона намалювала сценарій, за якого західний бік Кумбре-В'єха обвалився, а початкова хвиля мала амплітуду близько 1000 метрів. Програма використовувала комп'ютерну графіку, щоб подати сюжетну лінію, засновану на гіпотезі. Програма взяла інтерв'ю в кількох наукових працівників, щоб надати достовірності історії. Один вчений стверджував: «Це правдива історія — тільки вона ще не сталася!»
Дей та ін.(1999), Ward and Day (2001) та Ward and Day (2005) висувають гіпотезу, що під час виверження на якусь майбутню дату західна половина Кумбре-В'єха — приблизно 500 км 3 (5x1011 м 3) з розрахунковою масою 1,5 трильйона метричних тонн катастрофічно вибухне під час масового гравітаційного зсуву і ввійде в Атлантичний океан, породжуючи так зване мегацунамі. Уламки продовжуватимуть рухатися по дну океану у вигляді потоку уламків. Комп'ютерне моделювання показує, що результуюча початкова хвиля може сягнути локальної амплітуди (висоти) понад 600 метрів (2 000 фут) і початкова висота від піку до піку приблизно до 2 кілометри (1 миля) і рухатиметься зі швидкістю близько 720 кілометрів за годину (450 миля/год) (приблизно швидкість реактивного літака), що затопить африканське узбережжя приблизно за одну годину, південне узбережжя Британських островів приблизно за 3,5 години та східне узбережжя Північної Америки приблизно за шість годин, до цього часу хвиля спаде у ряд менших, кожна приблизно 30 метрів (100 фут) до 60 метрів (200 фут) заввишки. Вони можуть зростати до декількох сотень метрів у висоту і перебувати за декілька кілометрів один від одного, зберігаючи при цьому свою початкову швидкість. Моделі Дей та ін.;(1999), Ward and Day (2001), припускають, що подія може затопити до 25 кілометрів (16 миля) всередині країни. Якщо модель правильна, то такий масштаб затоплення сильно пошкодить або зруйнує міста уздовж усього північноамериканського східного узбережжя, включаючи Бостон, Нью-Йорк, Маямі та багато інших міст поблизу узбережжя Атлантичного океану.
Однак існують суперечки щодо загрози, яку являє Кумбре-В'єха. Сучасні ознаки свідчать про те, що останні зсуви могли бути поступовими, а отже, можливо, не викликали цунамі, якщо вони не збільшилися. Дослідження можливих місцевих «мегацунамі» на Гавайських островах проводять відмінність між періодами хвиль цунамі, викликаних зсувами, і землетрусами в зоні субдукції, стверджуючи, що подібний зсув на Гаваях не поставить під загрозу азіатські чи північноамериканські берегові лінії.
Обстеження сонаром навколо багатьох вулканічних океанічних островів, включаючи Канарські острови, Гаваї, Реюньйон тощо, показали картини потоків уламків на морському дні. Багато з цих уламків тече близько 100 кілометрів (62 миля) завдовжки і до 2 кілометри (1,24 миля) завширшки, містять мегаблоки, змішані з дрібнішими уламками. Потоки уламків зараз вважаються нормальним процесом, коли вулкан скидає деяку частку надлишку матеріалу і тим самим робить себе більш стабільним. Відомо також, що вони трапляються на всіх вулканах на суходолі, в морі або під ним.
Мур (1964) був першим геологом, який інтерпретував такі особливості, зображені на батиметричній карті ВМС США. Графік показав дві особливості, які, здається, походять із гавайських островів Оаху та Молокаї.
Мосс та ін.;(1999) повідомляв, що західний бік Ла-Пальми є статичним, і немає жодних ознак його переміщення з 1949 року, що підтверджує розміри, надані Бонеллі-Рубіо (1950).
Карраседо та ін.;(2001) стверджують, що вони вважають тріщину поверхневим виразом, який має поверхневий і неактивний характер. Вони також вказують на те, що за нею слід проводити моніторинг, але враховують ймовірність того, що вулкан є нестабільним, оскільки майже не існує.
Товариство цунамі (2002) стверджує, що модель, яку використовували Дей та ін.;(1999) та Ворд і Ден (2001), та Ворд і Ден (2005) неправильні. Вони попередили про твердження Дей та ін. і Ворд і Дей, де зазначається, що немає жодних доказів того, що мегацунамі було створено внаслідок провалу вулканічного тіла.
Ворд і Дей (2003) повідомляли про єдине задокументоване руйнування вулканічного острова — острова Ріттер, що стався 13 березня 1888 року. Приблизно 5x109 м3 (6,5x109 куб. м) матеріалу — приблизно на два порядки менше заявленої маси Кумбре-В'єха — спричинило зсув, який увійшов в океан і створив цунамі, спрямоване на захід. Цунамі затопило прилеглі острови і, можливо, забрало життя декількох сотень людей. За словами Кука, руйнування було завдано островам за кілька сотень кілометрів від острова Ріттер. Немає даних про затоплення, що трапляються на трансокеанічних відстанях. Свідками цунамі стали кілька європейців, які мешкали на багатьох островах.
Мерті та ін.;(2005) стверджують, що транс-океанічне цунамі генерувати в басейні Атлантичного океану практично неможливо, що, якщо це вірно, підтверджує роботу багатьох інших дослідників про те, що провал західного боку навряд чи Кумбре-В'єха створить «мегацунамі».
Перес-Торрадо та ін.;(2006) вказує на те, що морські відкладення розташовані між 41 та 188 метрів (135 та 617 фут) над рівнем моря в долині Агаете на Гран-Канарії в результаті, коли ~3x1010 м3 (3,9x1010 куб. м) — на порядок менше, ніж у моделей Дей та ін .;(1999), Ворд і Дей, (2001); і Ворд і Дей, (2005), — вулканічний матеріал зруйнувався, утворивши Гюймарську долину на Тенерифе ~830 ка і породжуючи цунамі. Вони вказують, що цей колапс є єдиним достовірним джерелом, а також повідомляють, що немає жодних ознак того, що цунамі поширилося за межі Гран-Канарії. Ці відкладення датуються від 32 000 до 1 750 000 років тому.
Учені з TU Delft у Нідерландах повідомили у 2006 році, що частина західного боку Кумбре-В'єха, яка вважалася потенційно невдалою та впала в Атлантичний океан для створення гіпотетичного мегацунамі в Ла-Пальмі, була занадто мала за масою та обсягом, і надто стабільна, щоб відколотися протягом наступних 10 000 років.
У документі 2008 року розглянуто цей найгірший сценарій, наймасштабніший зсув, який міг трапитися (хоча малоймовірний і, ймовірно, зараз неможливий із сучасною геологією). Вони виявляють висоти хвиль у діапазоні від 10 до 188 метрів (33 до 617 фут) на самих Канарських островах. Але хвилі заважають і розсіюються, виходячи в Атлантику. Вони прогнозують висоту 40 метрів (131 фут) для деяких сусідніх острівних систем. Найгірші наслідки для континентів на півночі Бразилії (13,6 метра (45 фут)), Французька Гвіана (12,7 метра (42 фут)), Середньоатлантичні Сполучені Штати (9,6 метра (31 фут)), Західна Сахара (найбільший прогноз на 37 метрів (121 фут)) і Мавританії 9,7 метра (32 фут)). Це не настільки велике значення, щоб вважати його мегацунамі, з найвищим прогнозом щодо Західної Сахари, порівнянним з японським цунамі, тому це буде лише мегацунамі локально в середині Атлантичного океану.

### Інформація та джерела
- Спростування Кумбре-В'єхи [Архівовано 21 вересня 2021 у Wayback Machine.]
- Чергове спростування Cumbre Vieja
- Вулкан Кумбре-В'єха — потенційний колапс і цунамі в Ла-Пальмі, Канарські острови [Архівовано 12 вересня 2008 у Wayback Machine.]
- Докази мегацунамі від руйнування флангу Мауна-Лоа [Архівовано 3 березня 2016 у Wayback Machine.]
- Геолог Геологічної служби США Урі Тен Брінк каже, що цунамі Cumbre Vieja малоймовірне, і коли воно досягне східного узбережжя США, воно буде висотою лише кілька футів. [Архівовано 4 травня 2020 у Wayback Machine.]

### Статті преси
- CNN: Вчені попереджають про велику хвилю [Архівовано 25 квітня 2013 у Wayback Machine.]
- Експерт хвилює інерцію хвилі загрози [Архівовано 16 грудня 2007 у Wayback Machine.]
- ВВС: Загроза приливних хвиль «надмірно розкрита». [Архівовано 11 грудня 2005 у Wayback Machine.]
- NBC News: Ризик низький, але Східне узбережжя США стикається з різними загрозами цунамі. [Архівовано 4 травня 2020 у Wayback Machine.]

 Вікісховище має мультимедійні дані за темою: Кумбре-В'єха